# Amhara
Amhara ili Amhari je naziv za semitsku etničku skupinu u Etiopiji. 
Amharaca danas ima između 18 i 20 milijuna u Etiopiji, što čini 30% etiopskog stanovništva te isto tako veliki broj iseljenika u Egiptu, Izraelu i Švedskoj.
Njihova pradomovina je u brdima centralne Etiopije, gdje se uglavnom bave poljoprivredom.
Kulturno su jako bliski Židovima, te legende govore kako su nastali od potomstva kralja Salomona i kraljice od Sabe. Zahvaljujući tome se kod njih obrezuju muška djeca, iako su po vjeri uglavnom kršćani oko 85% su pripadnici Etiopske pravoslavne tevahedo crkve. U novije vrijeme neki Amharci prelaze u islam tako da je danas oko 15% ovog naroda muslimanske vjeroispovjesti.
Amhari su dominirali političkim životom Etiopije, tako da je etiopski car Haile Selasije bio njihov pripadnik. Amharski jezik predstavlja jedan od "radnih" jezika današnje Etiopije.

## Napomene
1. 1 2 3  Govornici amharskog jezika